# Phrygionis politulata
Phrygionis politulata là một loài bướm đêm trong họ Geometridae.